# Calificările pentru Campionatul Mondial de Fotbal 2018 (CONCACAF) – runda a cincea
Etapa a cincea (cunoscut ca Hexagon) face parte din calificările pentru Campionatul Mondial 2018 din Rusia va începe pe data de 11 noiembrie 2016 și se va încheia pe 10 octombrie 2017.

## Format
Șase echipe care sunt calificate din etapa a patra sunt trase la sorți într-o singură grupă, iar primele trei se califică la Campionatul Mondial, iar o a patra se va califica în play-off-ul inter confederații.

## Echipe calificate
| Grupa (A patra rundă) | Câștigători                | Locul doi          |
| --------------------- | -------------------------- | ------------------ |
| A                     | Mexic                      | Honduras           |
| B                     | Costa Rica                 | Panama             |
| C                     | Statele Unite ale Americii | Trinidad și Tobago |

## Clasament
| Loc | Echipa                         | MJ | V | E | Î | GM | GP | DG  | Pct | Calificare                                       |
| --- | ------------------------------ | -- | - | - | - | -- | -- | --- | --- | ------------------------------------------------ |
| 1   | Mexic (Q)                      | 10 | 6 | 3 | 1 | 16 | 7  | +9  | 21  | Calificare la Campionatul Mondial de Fotbal 2018 |
| 2   | Costa Rica (Q)                 | 10 | 4 | 4 | 2 | 14 | 8  | +6  | 16  | Calificare la Campionatul Mondial de Fotbal 2018 |
| 3   | Panama (Q)                     | 10 | 3 | 4 | 3 | 9  | 10 | −1  | 13  | Calificare la Campionatul Mondial de Fotbal 2018 |
| 4   | Honduras (A)                   | 10 | 3 | 4 | 3 | 13 | 19 | −6  | 13  | Avansează în Play-off                            |
| 5   | Statele Unite ale Americii (E) | 10 | 3 | 3 | 4 | 17 | 13 | +4  | 12  |                                                  |
| 6   | Trinidad și Tobago (E)         | 10 | 2 | 0 | 8 | 7  | 19 | −12 | 6   |                                                  |

## Meciuri
| Honduras | 0–1                             | Panama      |
| -------- | ------------------------------- | ----------- |
|          | Report (FIFA) Report (CONCACAF) | Escobar 22' |

| Trinidad și Tobago | 0–2                             | Costa Rica                  |
| ------------------ | ------------------------------- | --------------------------- |
|                    | Report (FIFA) Report (CONCACAF) | Bolaños 65' Matarrita 90+2' |

| Statele Unite ale Americii | 1–2                             | Mexic                 |
| -------------------------- | ------------------------------- | --------------------- |
| Wood 49'                   | Report (FIFA) Report (CONCACAF) | Layún 20' Márquez 89' |

| Honduras                               | 3–1                             | Trinidad și Tobago |
| -------------------------------------- | ------------------------------- | ------------------ |
| Quioto 16' Izaguirre 19' Hernández 80' | Report (FIFA) Report (CONCACAF) | Mitchell 51'       |

| Panama | 0–0                             | Mexic |
| ------ | ------------------------------- | ----- |
|        | Report (FIFA) Report (CONCACAF) |       |

| Costa Rica                                | 4–0                             | Statele Unite ale Americii |
| ----------------------------------------- | ------------------------------- | -------------------------- |
| Venegas 43' Bolaños 69' Campbell 74', 77' | Report (FIFA) Report (CONCACAF) |                            |

| Trinidad și Tobago | 1–0                             | Panama |
| ------------------ | ------------------------------- | ------ |
| Molino 37'         | Report (FIFA) Report (CONCACAF) |        |

| Mexic                   | 2–0                             | Costa Rica |
| ----------------------- | ------------------------------- | ---------- |
| Hernández 7' Araujo 45' | Report (FIFA) Report (CONCACAF) |            |

| Statele Unite ale Americii                               | 6–0                             | Honduras |
| -------------------------------------------------------- | ------------------------------- | -------- |
| Lletget 5' Bradley 27' Dempsey 32', 49', 54' Pulisic 46' | Report (FIFA) Report (CONCACAF) |          |

| Honduras   | 1–1                             | Costa Rica |
| ---------- | ------------------------------- | ---------- |
| Lozano 35' | Report (FIFA) Report (CONCACAF) | Waston 68' |

| Trinidad și Tobago | 0–1                             | Mexic        |
| ------------------ | ------------------------------- | ------------ |
|                    | Report (FIFA) Report (CONCACAF) | D. Reyes 58' |

| Panama    | 1–1                             | Statele Unite ale Americii |
| --------- | ------------------------------- | -------------------------- |
| Gómez 44' | Report (FIFA) Report (CONCACAF) | Dempsey 40'                |

| Statele Unite ale Americii | 2–0                             | Trinidad și Tobago |
| -------------------------- | ------------------------------- | ------------------ |
| Pulisic 52', 62'           | Report (FIFA) Report (CONCACAF) |                    |

| Costa Rica | 0–0                             | Panama |
| ---------- | ------------------------------- | ------ |
|            | Report (FIFA) Report (CONCACAF) |        |

| Mexic                             | 3–0                             | Honduras |
| --------------------------------- | ------------------------------- | -------- |
| Alanís 35' Lozano 63' Jiménez 66' | Report (FIFA) Report (CONCACAF) |          |

| Mexic    | 1–1                             | Statele Unite ale Americii |
| -------- | ------------------------------- | -------------------------- |
| Vela 23' | Report (FIFA) Report (CONCACAF) | Bradley 6'                 |

| Panama                  | 2–2                             | Honduras           |
| ----------------------- | ------------------------------- | ------------------ |
| Pérez 41' R. Torres 90' | Report (FIFA) Report (CONCACAF) | Quioto 5' Elis 66' |

| Costa Rica        | 2–1                             | Trinidad și Tobago |
| ----------------- | ------------------------------- | ------------------ |
| Calvo 1' Ruiz 44' | Report (FIFA) Report (CONCACAF) | Molino 35'         |

| Statele Unite ale Americii | 0–2                             | Costa Rica     |
| -------------------------- | ------------------------------- | -------------- |
|                            | Report (FIFA) Report (CONCACAF) | Ureña 30', 82' |

| Trinidad și Tobago  | 1–2                             | Honduras             |
| ------------------- | ------------------------------- | -------------------- |
| J. Jones 67' (pen.) | Report (FIFA) Report (CONCACAF) | A. López 7' Elis 16' |

| Mexic      | 1–0                             | Panama |
| ---------- | ------------------------------- | ------ |
| Lozano 53' | Report (FIFA) Report (CONCACAF) |        |

| Honduras   | 1–1                             | Statele Unite ale Americii |
| ---------- | ------------------------------- | -------------------------- |
| Quioto 27' | Report (FIFA) Report (CONCACAF) | Wood 85'                   |

| Costa Rica | 1–1                             | Mexic             |
| ---------- | ------------------------------- | ----------------- |
| Ureña 83'  | Report (FIFA) Report (CONCACAF) | Gamboa 42' (aut.) |

| Panama                                    | 3–0                             | Trinidad și Tobago |
| ----------------------------------------- | ------------------------------- | ------------------ |
| Torres 39' Mitchell 58' (aut.) Arroyo 85' | Report (FIFA) Report (CONCACAF) |                    |

| Statele Unite ale Americii                   | 4–0                             | Panama |
| -------------------------------------------- | ------------------------------- | ------ |
| Pulisic 8' Altidore 19', 43' (pen.) Wood 63' | Report (FIFA) Report (CONCACAF) |        |

| Mexic                                         | 3–1                             | Trinidad și Tobago |
| --------------------------------------------- | ------------------------------- | ------------------ |
| Lozano 78' Javier Hernández 88' Herrera 90+4' | Report (FIFA) Report (CONCACAF) | Winchester 66'     |

| Costa Rica   | 1–1                             | Honduras      |
| ------------ | ------------------------------- | ------------- |
| Waston 90+5' | Report (FIFA) Report (CONCACAF) | Hernández 66' |

| Honduras                             | 3–2                             | Mexic                |
| ------------------------------------ | ------------------------------- | -------------------- |
| Elis 34' Ochoa 53' (aut.) Quioto 60' | Report (FIFA) Report (CONCACAF) | Peralta 17' Vela 37' |

| Panama                      | 2–1                             | Costa Rica  |
| --------------------------- | ------------------------------- | ----------- |
| G. Torres 52' R. Torres 88' | Report (FIFA) Report (CONCACAF) | Venegas 36' |

| Trinidad și Tobago            | 2–1                             | Statele Unite ale Americii |
| ----------------------------- | ------------------------------- | -------------------------- |
| Gonzalez 17' (aut.) Jones 37' | Report (FIFA) Report (CONCACAF) | Pulisic 47'                |

## Marcatori
Au fost marcate 76 goluri în 30 meciuri.
5 goluri
- Christian Pulisic

4 goluri
- Romell Quioto
- Clint Dempsey

3 goluri
- Marco Ureña
- Alberth Elis
- Hirving Lozano
- Bobby Wood

2 goluri
- Christian Bolaños
- Joel Campbell
- Johan Venegas
- Kendall Waston
- Eddie Hernández
- Javier Hernández
- Carlos Vela
- Gabriel Torres
- Román Torres
- Kevin Molino
- Jozy Altidore
- Michael Bradley

1 gol
- Francisco Calvo
- Rónald Matarrita
- Bryan Ruiz
- Emilio Izaguirre
- Alexander López
- Anthony Lozano
- Oswaldo Alanís
- Néstor Araujo
- Héctor Herrera
- Raúl Jiménez
- Miguel Layún
- Rafael Márquez
- Oribe Peralta
- Diego Reyes
- Abdiel Arroyo
- Fidel Escobar
- Gabriel Gómez
- Blas Pérez
- Alvin Jones
- Joevin Jones
- Carlyle Mitchell
- Shahdon Winchester
- Sebastian Lletget

1 autogol
- Cristian Gamboa (Jucând contra Mexicului)
- Guillermo Ochoa (Jucând contra Hondurasului)
- Omar Gonzalez (Jucând contra Trinidad și Tobagoului)
- Carlyle Mitchell (Jucând contra Panamei)

## Lincuri externe
- Official FIFA World Cup website
  - Qualifiers – North, Central America and Caribbean: Round 5 Arhivat în 25 ianuarie 2019, la Wayback Machine., FIFA.com
- World Cup Qualifying – Men Arhivat în 22 martie 2017, la Wayback Machine., CONCACAF.com